# خیانت ملی (فیلم ۱۹۲۹)
خیانت ملی (انگلیسی: High Treason) فیلمی در ژانر علمی–تخیلی به کارگردانی موریس الوی است که در سال ۱۹۲۹ منتشر شد. از بازیگران آن می‌توان به جیمسون توماس و ریموند مسی اشاره کرد.